# ワンズ (不動産サービス)
ワンズ株式会社は、神奈川県横浜市に本社を置き、不動産業務に特化した実務者の養成を中心とした事業を行う企業である。

## 概要
研修事業では、不動産ビジネスカレッジ（東京校・日本橋校・横浜校・大阪校・名古屋校・滋賀校・京都校・四国校・那須塩原校・福岡校・福島いわき教室・埼玉浦和教室・ロサンゼルス校） を展開し、主に不動産実務者、社会人・学生を対象に売買・賃貸・営業セクレタリーの各コースを階層別に開講している。さらに、大手不動産会社から委託を受け実施している企業研修、宅建協会等公的団体の講演会への講師派遣、個別の企業・団体などのからのオーダーも受注しており、その活動範囲は広い。
不動産ネットワーク事業では、全国500社、800店舗をネットワークする「ワンズRETOS」を展開。会員企業には経営及び営業サポートのシステム・サービス・商品等を提供している。研修カリキュラムは自社の不動産事業部にて実際に試されたものを元に作られており、机上で作られたものではない。
成長過程の中で、多方面の新規事業に参入するが、軌道に乗らず、資金繰りが悪化。
その結果、2011年6月20日に横浜地裁にて破産手続に入った。http://bank-db.com/hasan/359892
その後、別法人にて、ワンズリアルコミュニケーションズ株式会社を設立、株式会社名学館の第三者割当増資を引受け、名学館ホールディングスの子会社化を行う。不動産ナビプラザ株式会社へ商号変更。
ワンズ・ホールディングス株式会社を、別法人にて、設立。
平成28年8月8日、ワンズ・ホールディングス株式会社（代表取締役：清家愛美）は、不動産業界におけるIT部門促進の事業拡大のため、新規に「トラストコンシェルジュ株式会社」を設立することを決定した。新会社は、ワンズ・ホールディングスのIT部門を担うITソリューション事業を承継するとし、不動産研修事業と不動産事業を効率よく活性化させるために今後成長が見込まれる分野へのひとつとしてIT分野重点配分、ロボット産業など新規ビジネスの創出などを進めていく。トラストコンシェルジュ株式会社（代表取締役：鈴木悟志）を代表としている。現在、不動産業界における不動産集客を増やすため、不動産特化のホームページにおける個別相談会や不動産会社のコスト削減などを実施して、不動産競争社会における不動産企業の尽力を行う。
2017年、ホームステージャー推進協会を立ち上げた。2013年に開校したロサンゼルス校では米国の不動産マーケティングを理論・実践で学ぶことができ、不動産実務の先進国と言われているアメリカの実務を日本内において、リアルタイムに体験・研修することが出来、不動産会社に勤務する者、不動産会社を開業する者をはじめ、大手・中堅・中小の不動産会社の社員教育や不動産実務に係わる、協会・団体等にも利用されている。

## 事務所
- 本社 - 神奈川県横浜市神奈川区鶴屋町1-7-12　QCcube横浜鶴屋町17
- 東京本部 - 東京都中央区東日本橋2-2-4　東日本橋駅前ビル
- 大阪事務所 - 大阪府大阪市淀川区西中島4-11-17　新大阪ウエストビル
- 福岡オフィス - 福岡市中央区天神3-4-10　天神西茂ビル
- 松山オフィス - 愛媛県松山市井門町1-1
- 横浜セミナールーム - 神奈川県横浜市神奈川区反町2-15-14　ヒルトップ反町
- 現　ワンズ・ホールディングス株式会社 - 大阪府大阪市淀川区西中島6-2-3　新大阪第7チサンビル726
- 横浜支店 - 神奈川県横浜市中区日本大通7番地　日本大通7ビル8階　FNP101
- トラストコンシェルジュ株式会社　- 東京都品川区南大井3-21-3　大森海岸フラット102

## 免許
- 宅地建物取引業 神奈川県知事（7）13742号
- 建設業許可番号 神奈川県知事許可（般-17）第70728号

## 加盟団体
- （社）神奈川県宅地建物取引業協会
- （社）全国宅地建物取引業保証協会
- （財）東日本不動産流通機構
- （社）首都圏不動産公正取引協議会
- 全国賃貸管理ビジネス協会